# Pedassaare (Saare)
Pedassaare – wieś w Estonii, w prowincji Jõgeva, w gminie Saare.